# Charles W. Lindberg

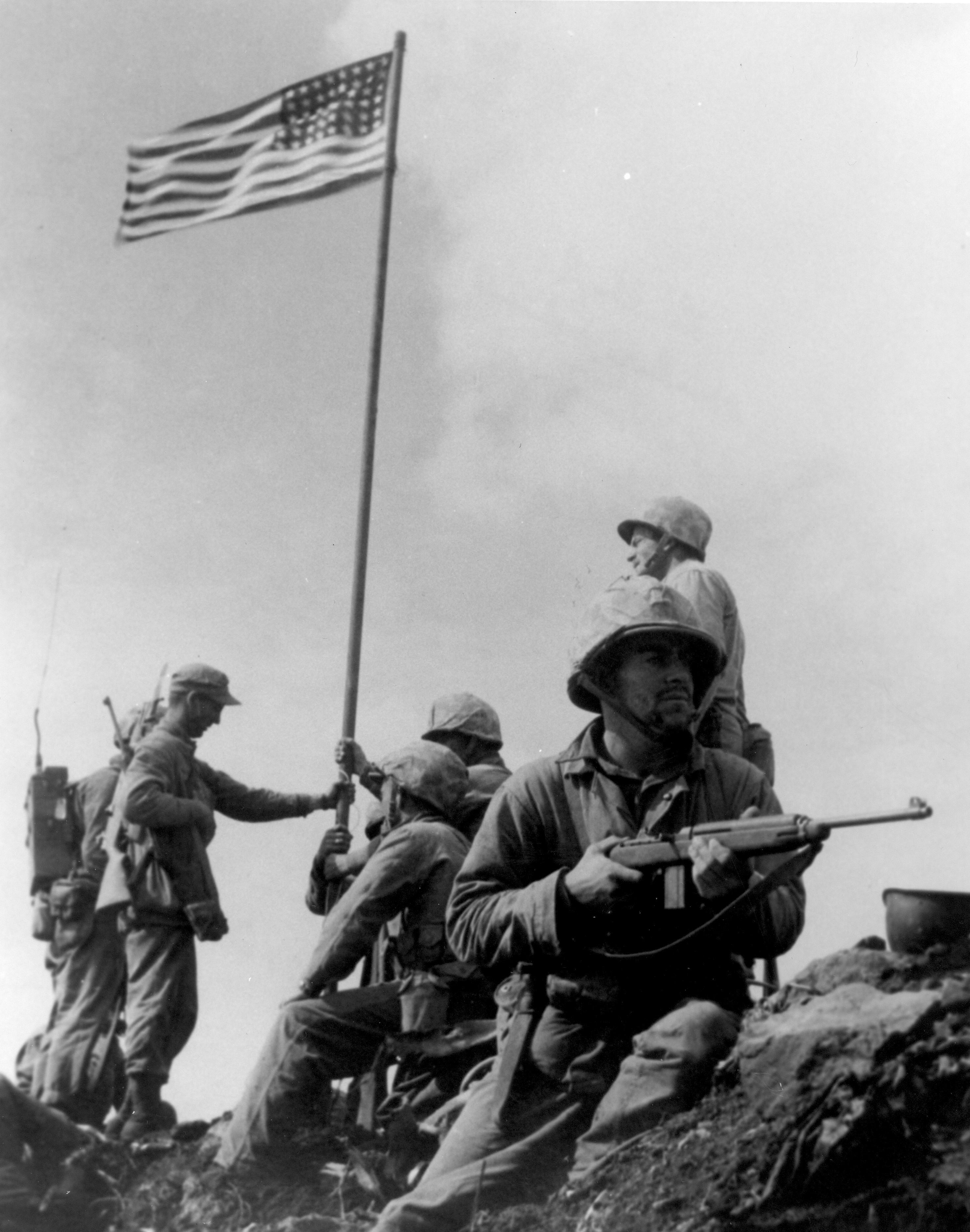
Charles Lindberg de pie a la extrema derecha, en el primer alzamiento de la bandera de los Estados Unidos en el monte Suribachi.

Charles W. Lindberg (26 de junio de 1920 — 24 de junio de 2007) fue un soldado del Cuerpo de Marines de los Estados Unidos. Formó parte de la patrulla de combate que escaló el Monte Suribachi, en la isla de Iwo Jima, y alzó la primera de las dos banderas de Estados Unidos en su cima, durante la batalla en esta isla, en la Segunda Guerra Mundial. Lindberg fue uno de los últimos supervivientes de la batalla que estuvo involucrada con la elevación de la primera de las dos banderas de Estados Unidos en la cima del Monte Suribachi, el 23 de febrero de 1945.